# Quintet per a piano (Brahms)
El Quintet per a piano en fa menor, Op. 34, és una composició de Johannes Brahms completada durant l'estiu de 1864, i publicada el 1865. La va dedicar a la princesa Anne de Hesse-Darmstadt. Està instrumentat per a piano i quartet de corda (dos violins, viola i violoncel). Sovint se l'ha considerat com la corona, el cim de la seva música de cambra.
L'obra va començar sent instrumentada per a quintet de corda (acabada el 1862 i era per a dos violins, viola i dos violoncels). Brahms va transcriure el quintet com una Sonata per a dos pianos, abans de transformar-la en la seva versió definitiva. Brahms va destruir la versió original per a quintet de cordes, però va ser publicada com a sonata Op. 34 bis. Tant el piano com les cordes exerceixen un paper igualment important en tota l'obra.

## Anàlisi musical
| 1r mov. de la Sonata per a dos pianos en fa menor |
|                                                   |
| Interpretació de Neal i Nancy O'Doan              |
|                                                   |

| 2n mov. de la Sonata per a dos pianos en fa menor |
|                                                   |
| Interpretació de Neal i Nancy O'Doan              |
|                                                   |

| 3r mov. de la Sonata per a dos pianos en fa menor |
|                                                   |
| Interpretació de Neal i Nancy O'Doan              |
|                                                   |

| 4t mov. de la Sonata per a dos pianos en fa menor |
|                                                   |
| Interpretació de Neal i Nancy O'Doan              |
|                                                   |

L'obra consta de quatre moviments:
1. Non troppo Allegro
2. Andante, un pco adagio
3. Scherzo: Allegro
4. Finale: Poco sostenuto - non troppo Allegro - Presto, non troppo

Els moviments externs, harmònicament parlant, són més agosarats del que és habitual i resulten inestables. La preparació del final, amb la seva creixent figura en semitons, és especialment notable. El piano i els instruments de corda tenen un paper igualment important al llarg de tota l'obra; Swafford ho destaca per la seva "unitat d'expressió" i un estat d'ànim constantment fosc: "de vegades angoixat, de vegades (en el scherzo) demoníac, de vegades tràgic".
El primer moviment comença amb un tema que interpreten a l'uníson tots els instruments. S'estructura en la forma sonata amb l'exposició que conclou en re♭ major, la qual presenta un segon tema en la seva tonalitat menor enharmònica paral·lel (do♯). En la recapitulació, el pont i la primera meitat del segon tema es transposen un interval de quinta. Una coda pacífica després de la recapitulació en fa major condueix a un retorn del tempestuós primer tema.
El segon moviment, molt tranquil, està en la♭ major, i el segon tema en mi major, que enharmònicament és una tercera major inferior, com ja apareix en el primer moviment.
El tercer moviment està en forma ternària (ABA) amb la secció A que és un scherzo en do menor (amb un tema secundari en do major i mi♭ major) i la secció B és un trio en do major. El moviment mostra la influència del Quintet de corda de Franz Schubert. Igual que l'obra mestra de Schubert, aquest moviment també està en do menor/major, i acaba de la mateixa manera que el final del quintet de Schubert, amb un gran èmfasi en la supertònica re♭, abans de concloure en la tònica final, do.
L'últim moviment "comença lentament i com temptejant", amb "els moments més melancòlics de tota l'obra". La introducció amb la que comença el movement, recorda harmònicament els Darrers quartets de Beethoven.

## Enregistraments
Dels enregistraments es pot destacar el d'Arthur Rubinstein amb el Quartet Guarneri.